# Liga Sudamericana de Clubes 2008
La Liga Sudamericana de Clubes 2008 fue la duodécima edición del segundo torneo más importante de clubes de básquet en Sudamérica. Con la creación de la Liga de las Américas sobre fines de 2007, la Liga Sudamericana pasó a ser el segundo campeonato en importancia. Participaron doce equipos de siete países, todos excepto Chile, Colombia y Ecuador tuvieron representantes. 
El ganador de esta edición fue el cuadro argentino de Regatas Corrientes, que venció en la final al Flamengo brasilero.

## Participantes
| País                   | Equipo                                               | Vía de clasificación                          |
| ---------------------- | ---------------------------------------------------- | --------------------------------------------- |
| Argentina 2 cupos + CV | Libertad (Sunchales) Boca Juniors Regatas Corrientes | Campeón defensor Campeón LNB 2006-07 invitado |
| Bolivia 1 cupo         | Millonarios                                          | invitado                                      |
| Brasil 2 cupos         | Brasília Flamengo                                    | Campeón de la LBB 2007 invitado               |
| Paraguay 2 cupos       | Sol de América                                       | invitado                                      |
| Perú 1 cupo            | Regatas Lima                                         | invitado                                      |
| Uruguay 2 cupos        | Malvín Trouville                                     | Campeón de la LUB 2006-07 Invitado            |
| Venezuela 2 cupos      | Cocodrilos de Caracas Deportivo Táchira              | invitados                                     |

CV: campeón vigente, o campeón defensor.

## Modo de disputa
El torneo estuvo dividido en dos etapas, la fase de grupos y los play-offs.
Fase de grupos
Los doce participantes se dividieron en cuatro grupos de cuatro equipos cada uno, donde disputaron partidos todos contra todos dentro de su grupo. Cada grupo tuvo una sede fija la cual fue sorteada previamente.
- Grupo A: Caracas, Venezuela
- Grupo B: Montevideo, Uruguay
- Grupo C: Corrientes, Argentina

Los dos mejores de cada grupo avanzaron a la siguiente fase, la de play-offs junto con los dos mejores terceros de grupo.
Play offs
Los ocho participantes se enfrentaron en parejas a duelos al mejor de tres, los cuales se jugaron 1-2, disputando dos partidos como local los primeros de grupo. Los cuatro ganadores avanzaron de fase y se enfrentaron nuevamente con el mismo formato.
La final se jugó al mejor de cinco encuentros, disputados 2-2-1.

## Primera fase

### Grupo A; Caracas, Venezuela
| Pos. | Equipo                | Pts | PJ | PG | PP | PF  | PC  | Dif  |
| ---- | --------------------- | --- | -- | -- | -- | --- | --- | ---- |
| 1.   | Cocodrilos de Caracas | 6   | 3  | 3  | 0  | 285 | 228 | 57   |
| 2.   | Boca Juniors          | 5   | 3  | 2  | 1  | 273 | 239 | 34   |
| 3.   | Brasília              | 4   | 3  | 1  | 2  | 270 | 233 | 37   |
| 4.   | Regatas Lima          | 3   | 3  | 0  | 3  | 209 | 337 | –128 |

|  | Clasificado a la siguiente fase del torneo. |

Los horarios corresponde al huso horario de Caracas, UTC –4:00.
| 22 de febrero, 18:00 | Boca Juniors                                                                     | 93–80                | Brasília                                                                    | Caracas                          |  |
|                      | Parciales: 21–17, 26–17, 28–25, 18–21                                            |                      |                                                                             |                                  |  |
|                      | Estadísticas Gustavo Orona 21 Gabriel Fernández 5 L. Gutiérrez y J. Sartorelli 4 | Reporte Pts Reb Asts | Estadísticas 21 Daniel Maurice Spillers 9 José Ferreira Jr. 3 André Fonseca | Pabellón: Gimnasio José Beracasa |  |

| 22 de febrero, 20:30 | Regatas Lima                                                          | 79–116               | Cocodrilos                                                                                    | Caracas                          |  |
|                      | Parciales: 18–32, 22–26, 23–32, 16–26                                 |                      |                                                                                               |                                  |  |
|                      | Estadísticas Julio Monges 27 Ashley Pharman 8 H. Rangel y J. Thomas 3 | Reporte Pts Reb Asts | Estadísticas 26 Henry Paez 3 L. Bethelmy, K. Palacios, K. Freeman y R. Blanco 4 Keley McClure | Pabellón: Gimnasio José Beracasa |  |

| 23 de febrero, 18:00 | Boca Juniors                                                                        | 101–68               | Regatas Lima                                                                                                  | Caracas                          |  |
|                      | Parciales: –, –, –, –                                                               |                      | |                                  |  |
|                      | Estadísticas Carlos Schattmann 19 Alejandro Alloatti 7 O. Legaría y C. Schattmann 4 | Reporte Pts Reb Asts | Estadísticas 15 J. Monges y M. Diop 5 John Thomas 2 M. La Rosa, J. Thomas, R. Puente, D. Del Carpio y M. Diop | Pabellón: Gimnasio José Beracasa |  |

| 23 de febrero, 20:30 | Cocodrilos                                                                | 78–70                | Brasília                                                                           | Caracas                          |  |
|                      | Parciales: –, –, –, –                                                     |                      |                                                                                    |                                  |  |
|                      | Estadísticas Luis Bethelmy 18 J. Herrera y L. Bethelmy 8 Kenji Urdaneta 3 | Reporte Pts Reb Asts | Estadísticas 19 Daniel Maurice Spillers 3 J. Ferreira y M. Cipriano 7 Valter Silva | Pabellón: Gimnasio José Beracasa |  |

| 24 de febrero, 12:00 | Brasília                                                                                 | 120–62               | Regatas Lima                                                 | Caracas                          |  |
|                      | Parciales: –, –, –, –                                                                    |                      |                                                              |                                  |  |
|                      | Estadísticas A. Belchor y F. Dos Santos 21 José Ferreira Jr. 5 Valter Apolinario Silva 7 | Reporte Pts Reb Asts | Estadísticas 30 Ashley Parham 6 Ashley Parham 2 Julio Monges | Pabellón: Gimnasio José Beracasa |  |

| 24 de febrero, 14:30 | Cocodrilos                                                                                        | 91–79                | Boca Juniors                                                    | Caracas                          |  |
|                      | Parciales: 14–19, 26–14, 22–24, 29–22                                                             |                      |                                                                 |                                  |  |
|                      | Estadísticas Kelley McClure 20 L. Bethelmy, K. Palacios y K. Freeman 4 K. Palacios y K. Freeman 2 | Reporte Pts Reb Asts | Estadísticas 20 Devon Ford 7 Alejandro Alloatti 6 Luis Cequeira | Pabellón: Gimnasio José Beracasa |  |

### Grupo B; Montevideo, Uruguay
| Pos. | Equipo      | Pts | PJ | PG | PP | PF  | PC  | Dif  |
| ---- | ----------- | --- | -- | -- | -- | --- | --- | ---- |
| 1.   | Flamengo    | 6   | 3  | 3  | 0  | 316 | 198 | 118  |
| 2.   | Libertad    | 5   | 3  | 2  | 1  | 290 | 213 | 77   |
| 3.   | Trouville   | 4   | 3  | 1  | 2  | 249 | 270 | –21  |
| 4.   | Millonarios | 3   | 3  | 0  | 3  | 173 | 347 | –174 |

|  | Clasificado a la siguiente fase del torneo. |

Los horarios corresponde al huso horario de Montevideo, UTC –3:00.
| 25 de febrero, 19:00 | Millonarios                                                                              | 43–121               | Flamengo                                                              | Montevideo                     |  |
|                      | Parciales: 14–27, 11–31, 6–32, 12–31                                                     |                      |                                                                       |                                |  |
|                      | Estadísticas Fernando Triver Varela 16 Fernando Triver Varela 8 Fernando Triver Varela 2 | Reporte Pts Reb Asts | Estadísticas 22 Eduardo Magalhaes 10 Marcelo Machado 5 Helio Da Costa | Pabellón: Estadio de Trouville |  |

| 25 de febrero, 21:00 | Libertad                                                            | 88–70                | Trouville                                                                       | Montevideo                     |  |
|                      | Parciales: 22–18, 15–17, 31–17, 20–18                               |                      |                                                                                 |                                |  |
|                      | Estadísticas Robert Battle 26 Robert Battle 15 Sebastián Ginóbili 9 | Reporte Pts Reb Asts | Estadísticas 19 Thurman Zimmerman 8 Juliano Rivera 3 J. Izuibejeres y I. Borges | Pabellón: Estadio de Trouville |  |

| 26 de febrero, 19:00 | Libertad                                                     | 72–89                | Flamengo                                                             | Montevideo                     |  |
|                      | Parciales: 9–19, 25–21, 24–15, 14–34                         |                      |                                                                      |                                |  |
|                      | Estadísticas Robert Battle 20 Robert Battle 10 Pablo Moldú 5 | Reporte Pts Reb Asts | Estadísticas 21 Marcelo Machado 7 Fernando Coloneze 5 Helio Da Costa | Pabellón: Estadio de Trouville |  |

| 26 de febrero, 21:00 | Trouville                                                                            | 96–76                | Millonarios                                                         | Montevideo                     |  |
|                      | Parciales: 25–18, 18–16, 27–13, 26–29                                                |                      |                                                                     |                                |  |
|                      | Estadísticas Martín Aguilera Flores 19 Martín Aguilera Flores 10 Thurman Zimmerman 6 | Reporte Pts Reb Asts | Estadísticas 16 Bruno Abratansky 13 Fernando Triver 3 Julio Mendoza | Pabellón: Estadio de Trouville |  |

| 27 de febrero, 19:00 | Libertad                                                                                             | 130–54               | Millonarios                                                                       | Montevideo                     |  |
|                      | Parciales: 33–15, 31–14, 27–13, 39–12                                                                |                      |                                                                                   |                                |  |
|                      | Estadísticas Marcos Saglietti 29 Andrés Pelussi 8 M. Saglietti, M. Müller, A. Pelussi, S. Ginóbili 6 | Reporte Pts Reb Asts | Estadísticas 15 Bruno Abratansky 6 Fernando Triver 3 Alejandro España Gandarillas | Pabellón: Estadio de Trouville |  |

| 27 de febrero, 21:00 | Trouville                                                                    | 83–106               | Flamengo                                                             | Montevideo                     |  |
|                      | Parciales: 20–24, 26–23, 22–35, 15–24                                        |                      |                                                                      |                                |  |
|                      | Estadísticas J. Rivera y J. Izuibejeres 21 Juliano Rivera 8 Ignacio Borges 6 | Reporte Pts Reb Asts | Estadísticas 34 Marcelo Machado 12 Marcelo Machado 9 Marcelo Machado | Pabellón: Estadio de Trouville |  |

### Grupo C; Corrientes, Argentina
| Pos. | Equipo             | Pts | PJ | PG | PP | PF  | PC  | Dif |
| ---- | ------------------ | --- | -- | -- | -- | --- | --- | --- |
| 1.   | Regatas Corrientes | 6   | 3  | 3  | 0  | 263 | 213 | 50  |
| 2.   | Deportivo Táchira  | 5   | 3  | 2  | 1  | 206 | 225 | –19 |
| 3.   | Sol de América     | 4   | 3  | 1  | 2  | 244 | 246 | –2  |
| 4.   | Malvín             | 3   | 3  | 0  | 3  | 208 | 237 | –29 |

|  | Clasificado a la siguiente fase del torneo. |

Los horarios corresponde al huso horario de Corrientes, UTC –3:00.
| 29 de febrero, 21:00 | Deportivo Táchira                                                         | 66–61                | Malvín                                                                                              | Corrientes                          |  |
|                      | Parciales: 6–17, 21–15, 15–16, 24–13                                      |                      | |                                     |  |
|                      | Estadísticas Johnell Smith 21 Quincy Davis III 13 J. Smith y D. Ramírez 3 | Reporte Pts Reb Asts | Estadísticas 17 Fernando Martínez Pan 9 Nicolás Borsellino 2 P. Viera, A. Laborda y F. Martínez Pan | Pabellón: Estadio José Jorge Contte |  |

| 29 de febrero, 23:00 | Regatas Corrientes                                                   | 96–76                | Sol de América                                                                 | Corrientes                          |  |
|                      | Parciales: 24–25, 25–20, 24–10, 23–21                                |                      |                                                                                |                                     |  |
|                      | Estadísticas Ramzee Stanton 22 Damián Tintorelli 8 Angel Carabajal 6 | Reporte Pts Reb Asts | Estadísticas 26 Guillermo Araujo Capello 8 Peter Kiganya 3 Juan Ocampos Valdez | Pabellón: Estadio José Jorge Contte |  |

| 1 de marzo, 20:00 | Sol de América                                                                                 | 76–80                | Deportivo Táchira                                                       | Corrientes                          |  |
|                   | Parciales: 24–20, 19–24, 17–25, 16–11                                                          |                      |                                                                         |                                     |  |
|                   | Estadísticas Guillermo Araujo Capello 26 Guillermo Araujo Capello 8 V. Villalba y P. Kiganya 3 | Reporte Pts Reb Asts | Estadísticas 24 Johnell Smith 9 Quincy Davis III 3 J. Smith y C. Morris | Pabellón: Estadio José Jorge Contte |  |

| 1 de marzo, 22:00 | Malvín                                                                            | 77–79                | Regatas Corrientes                                                   | Corrientes                          |  |
|                   | Parciales: 25–22, 14–27, 24–16, 14–14                                             |                      |                                                                      |                                     |  |
|                   | Estadísticas Robert Blackwell 19 Robert Blackwell 10 P. Viera y F. Martínez Pan 4 | Reporte Pts Reb Asts | Estadísticas 21 Diego Cávaco 9 Ramzee Stanton 7 Alejandro Montecchia | Pabellón: Estadio José Jorge Contte |  |

| 2 de marzo, 20:00 | Sol de América                                                           | 92–70                | Malvín                                                            | Corrientes                          |  |
|                   | Parciales: 25–17, 13–17, 21–15, 33–21                                    |                      |                                                                   |                                     |  |
|                   | Estadísticas Timothy Lee Jones 39 Peter Kingaya 10 Juan Ocampos Valdez 5 | Reporte Pts Reb Asts | Estadísticas 18 Fernando Martínez Pan 7 Pablo Viera 5 Pablo Viera | Pabellón: Estadio José Jorge Contte |  |

| 2 de marzo; 22:00 | Regatas Corrientes                                                 | 88–60                | Deportivo Táchira                                                   | Corrientes                          |  |
|                   | Parciales: 21–15, 18–19, 18–12, 31–14                              |                      |                                                                     |                                     |  |
|                   | Estadísticas Ángel Carabajal 17 Ramzee Stanton 8 Javier Martínez 4 | Reporte Pts Reb Asts | Estadísticas 24 Quincy Davis III 8 Quincy Davis III 4 Johnell Smith | Pabellón: Estadio José Jorge Contte |  |

### Mejores terceros
| Grupo | Equipo         | Pts | PJ | PG | PP | PF  | PC  | Dif |
| ----- | -------------- | --- | -- | -- | -- | --- | --- | --- |
| A.    | UniCEUB        | 4   | 3  | 1  | 2  | 270 | 233 | +37 |
| C.    | Sol de América | 4   | 3  | 1  | 2  | 244 | 246 | –2  |
| B.    | Trouville      | 4   | 3  | 1  | 2  | 249 | 270 | –21 |

|  | Clasificado a la siguiente fase del torneo. |

## Play offs
|  | Cuartos de final  | Cuartos de final  | Cuartos de final  | Cuartos de final  |             |          | Semifinales     | Semifinales     | Semifinales     | Semifinales     |             |    | Final             | Final             | Final             | Final             | Final             | Final             |  |
|  | 11 al 28 de marzo | 11 al 28 de marzo | 11 al 28 de marzo | 11 al 28 de marzo |             |          | 3 al 9 de abril | 3 al 9 de abril | 3 al 9 de abril | 3 al 9 de abril |             |    | 16 al 30 de abril | 16 al 30 de abril | 16 al 30 de abril | 16 al 30 de abril | 16 al 30 de abril | 16 al 30 de abril |  |
|  |                   |                   |                   |                   |             |          |                 |                 |                 |                 |             |    |                   |                   |                   |                   |                   |                   |  |
|  |                   |                   |                   |                   |             |          |                 |                 |                 |                 |             |    |                   |                   |                   |                   |                   |                   |  |
|  | Libertad (S)      | 79                | 82                | 76                |             |          |                 |                 |                 |                 |             |    |                   |                   |                   |                   |                   |                   |  |
|  | Libertad (S)      | 79                | 82                | 76                |             |          |                 |                 |                 |                 |             |    |                   |                   |                   |                   |                   |                   |  |
|  | Boca Juniors      | 82                | 72                | 81                |             |          |                 |                 |                 |                 |             |    |                   |                   |                   |                   |                   |                   |  |
|  | Boca Juniors      | 82                | 72                | 81                |             | Flamengo | 88              | 83              | 72              |                 |             |    |                   |                   |                   |                   |                   |                   |  |
|  |                   |                   |                   |                   |             | Flamengo | 88              | 83              | 72              |                 |             |    |                   |                   |                   |                   |                   |                   |  |
|  |                   |                   | Boca Juniors      | 100               | 58          | 66       |                 |                 |                 |                 |             |    |                   |                   |                   |                   |                   |                   |  |
|  | Flamengo          | 100               | Boca Juniors      | 100               | 58          | 66       | 108             |                 |                 |                 |             |    |                   |                   |                   |                   |                   |                   |  |
|  | Flamengo          | 100               |                   |                   |             |          |                 |                 |                 |                 |             |    |                   |                   |                   |                   |                   |                   |  |
|  | Sol de América    | 79                | 76                |                   |             |          |                 |                 |                 |                 |             |    |                   |                   |                   |                   |                   |                   |  |
|  | Sol de América    | 79                | 76                |                   |             |          |                 |                 |                 |                 | Regatas (C) | 95 | 63                | 79                | 79                | 73                |                   |                   |  |
|  |                   |                   |                   |                   |             |          |                 |                 |                 |                 | Regatas (C) | 95 | 63                | 79                | 79                | 73                |                   |                   |  |
|  |                   |                   | Flamengo          | 72                | 56          | 98       | 86              | 65              |                 |                 |             |    |                   |                   |                   |                   |                   |                   |  |
|  | Regatas (C)       | 78                | Flamengo          | 72                | 56          | 98       | 86              | 65              | 93              |                 |             |    |                   |                   |                   |                   |                   |                   |  |
|  | Regatas (C)       | 78                |                   |                   |             |          |                 |                 | 93              |                 |             |    |                   |                   |                   |                   |                   |                   |  |
|  | Deportivo Táchira | 69                | 64                |                   |             |          |                 |                 |                 |                 |             |    |                   |                   |                   |                   |                   |                   |  |
|  | Deportivo Táchira | 69                | 64                |                   | Regatas (C) | 84       | 73              |                 |                 |                 |             |    |                   |                   |                   |                   |                   |                   |  |
|  |                   |                   |                   |                   | Regatas (C) | 84       | 73              |                 |                 |                 |             |    |                   |                   |                   |                   |                   |                   |  |
|  |                   |                   | UniCEUB           | 83                | 57          |          |                 |                 |                 |                 |             |    |                   |                   |                   |                   |                   |                   |  |
|  | Cocodrilos        | 80                | UniCEUB           | 83                | 57          | 95       | 88              |                 |                 |                 |             |    |                   |                   |                   |                   |                   |                   |  |
|  | Cocodrilos        | 80                |                   |                   |             |          |                 |                 |                 |                 |             |    |                   |                   |                   |                   |                   |                   |  |
|  | UniCEUB           | 97                | 92                | 90                |             |          |                 |                 |                 |                 |             |    |                   |                   |                   |                   |                   |                   |  |
|  | UniCEUB           | 97                | 92                | 90                |             |          |                 |                 |                 |                 |             |    |                   |                   |                   |                   |                   |                   |  |
|  |                   |                   |                   |                   |             |          |                 |                 |                 |                 |             |    |                   |                   |                   |                   |                   |                   |  |

El equipo que figura primero en cada llave es el que obtuvo la ventaja de localías.

### Cuartos de final
Libertad (Sunchales) - Boca Juniors
| 11 de marzo, 22:00 (UTC–3:00) | Boca Juniors                                                                | 82–79                | Libertad (S)                                                    | Buenos Aires                 |  |  |
|                               | Parciales:' 22–16, 25–22, 18–14, 17–27                                      |                      |                                                                 |                              |  |  |
|                               | Estadísticas Leonardo Gutiérrez 24 Leonardo Gutiérrez 9 Gabriel Fernández 5 | Reporte Pts Reb Asts | Estadísticas 20 Robert Battle 10 Robert Battle 3 Andrés Pelussi | Pabellón: Estadio Luis Conde |  |  |
| serie 1 - 0                   |                                                                             |                      |                                                                 |                              |  |  |
|                               |                                                                             |                      |                                                                 |                              |  |  |

| 27 de marzo, 21:00 (UTC–3:00) | Libertad (S)                                                    | 82–72                | Boca Juniors                                                            | Sunchales                        |  |  |
|                               | Parciales: 23–12, 22–25, 20–18, 17–17                           |                      |                                                                         |                                  |  |  |
|                               | Estadísticas Jorge Benítez 21 Robert Battle 12 Andrés Pelussi 6 | Reporte Pts Reb Asts | Estadísticas 15 Gabriel Fernández 7 Antonio Reynolds 5 Raimundo Legaría | Pabellón: El Hogar de los Tigres |  |  |
| serie 1 - 1                   |                                                                 |                      |                                                                         |                                  |  |  |
|                               |                                                                 |                      |                                                                         |                                  |  |  |

| 28 de marzo, 21:00 (UTC–3:00) | Libertad (S)                                                       | 76–81                | Boca Juniors                                                             | Sunchales                        |  |  |
|                               | Parciales: 28–19, 20–22, 10–21, 18–19                              |                      |                                                                          |                                  |  |  |
|                               | Estadísticas Marcos Saglietti 21 Andrés Pelussi 9 Andrés Pelussi 4 | Reporte Pts Reb Asts | Estadísticas 28 Leonardo Gutiérrez 9 Raimundo Legaría 7 Raimundo Legaría | Pabellón: El Hogar de los Tigres |  |  |
| serie 1 - 2                   |                                                                    |                      |                                                                          |                                  |  |  |
|                               |                                                                    |                      |                                                                          |                                  |  |  |

Flamengo - Sol de América
| 11 de marzo, 21:00 (UTC–3:00) | Sol de América                                                   | 79–100               | Flamengo                                                             | Asunción |  |  |
|                               | Parciales: 16–21, 21–24, 22–28, 20–27                            |                      |                                                                      |          |  |  |
|                               | Estadísticas Timothy Jones 27 Peter Kingaya 9 Gustavo Paniagua 2 | Reporte Pts Reb Asts | Estadísticas 29 Marcelo Machado 9 Fernando Coloneze 4 Helio Da Costa |          |  |  |
| serie 0 - 1                   |                                                                  |                      |                                                                      |          |  |  |
|                               |                                                                  |                      |                                                                      |          |  |  |

| 25 de marzo, 21:00 | Flamengo                                                               | 108–76               | Sol de América                                                 | Río de Janeiro (UTC–3:00) |  |  |
|                    | Parciales: –, –, –, –                                                  |                      |                                                                |                           |  |  |
|                    | Estadísticas Eduardo Magalhaes 29 Marcelo Machado 11 Marcelo Machado 8 | Reporte Pts Reb Asts | Estadísticas 28 Peter Kingaya 13 Peter Kingaya 5 Peter Kingaya | Pabellón: Maracanazinho   |  |  |
| serie 2 - 0        |                                                                        |                      |                                                                |                           |  |  |
|                    |                                                                        |                      |                                                                |                           |  |  |

Regatas Corrientes - Deportivo Táchira
| 12 de marzo, 19:30 (UTC–4:00) | Deportivo Táchira                                              | 69–78                | Regatas Corrientes                                                      | Táchira                                     |  |  |
|                               | Parciales: 20–18, 20–20, 14–16, 15–24                          |                      |                                                                         |                                             |  |  |
|                               | Estadísticas Edgar Lugo 24 Esterling Guedez 7 Derwin Ramírez 3 | Reporte Pts Reb Asts | Estadísticas 27 Damián Tintorelli 3 Damián Tintorelli 3 Javier Martínez | Pabellón: Gimnasio Arminio Gutiérrez Castro |  |  |
| serie 0 - 1                   |                                                                |                      |                                                                         |                                             |  |  |
|                               |                                                                |                      |                                                                         |                                             |  |  |

| 25 de marzo, 21:00 (UTC–3:00) | Regatas Corrientes                                                  | 93–64                | Deportivo Táchira                                                    | Corrientes                          |  |  |
|                               | Parciales: 33–17, 22–9, 15–12, 23–26                                |                      |                                                                      |                                     |  |  |
|                               | Estadísticas Clarence Robinson 19 Roberto López 9 Javier Martínez 8 | Reporte Pts Reb Asts | Estadísticas 18 Derwin Ramírez 13 Esterling Guedez 2 Alejandro Omaña | Pabellón: Estadio José Jorge Contte |  |  |
| serie 2 - 0                   |                                                                     |                      |                                                                      |                                     |  |  |
|                               |                                                                     |                      |                                                                      |                                     |  |  |

Cocodrilos de Caracas - UniCEUB BRB
| 12 de marzo, 21:00 (UTC–4:00) | UniCEUB BRB                                                                   | 97–80                | Cocodrilos                                                | Brasilia                |  |  |
|                               | Parciales: 20–19, 18–20, 28–23, 31–18                                         |                      |                                                           |                         |  |  |
|                               | Estadísticas Valter Apolinario Silva 22 José Ferreira Jr. 9 Valter da Silva 8 | Reporte Pts Reb Asts | Estadísticas 18 Víctor Díaz 5 Luis Bethelmy 1 Víctor Díaz | Pabellón: Ginásio ASCEB |  |  |
| serie 1 - 0                   |                                                                               |                      |                                                           |                         |  |  |
|                               |                                                                               |                      |                                                           |                         |  |  |

| 26 de marzo, 21:00 (UTC–4:00) | Cocodrilos                                                      | 96–92                | UniCEUB BRB                                                                                 | Caracas                          |  |  |
|                               | Parciales: 24–25, 25–17, 20–22, 27–28                           |                      |                                                                                             |                                  |  |  |
|                               | Estadísticas Víctor Díaz 25 Luis Bethelmy 5 Kevin Houston II 11 | Reporte Pts Reb Asts | Estadísticas 20 Arthur Belchor y Valter da Silva 9 Luis Fernando De Souza 4 Valter da Silva | Pabellón: Gimnasio José Beracasa |  |  |
| serie 1 - 1                   |                                                                 |                      |                                                                                             |                                  |  |  |
|                               |                                                                 |                      |                                                                                             |                                  |  |  |

| 27 de marzo, 21:00 (UTC–4:00) | Cocodrilos                                                     | 88–90        | UniCEUB BRB                                                                   | Caracas                          |  |  |
|                               | Parciales: 34–37, 16–14, 24–20, 14–19                          |              |                                                                               |                                  |  |  |
|                               | Estadísticas Kevin Freeman 19 Kevin Palacios 4 Jesús Centeno 5 | Pts Reb Asts | Estadísticas 24 Arthur Luiz Belchor Silva 7 Marcio Cipriano 4 Valter da Silva | Pabellón: Gimnasio José Beracasa |  |  |
| serie 1 - 2                   |                                                                |              |                                                                               |                                  |  |  |
|                               |                                                                |              |                                                                               |                                  |  |  |

### Semifinales
Flamengo - Boca Juniors
| 3 de abril, 21:00 (UTC–3:00) | Boca Juniors                                                                  | 100–88               | Flamengo                                                         | Buenos Aires                 |  |  |
|                              | Parciales: 28–19, 15–17, 25–26, 32–26                                         |                      |                                                                  |                              |  |  |
|                              | Estadísticas Leonardo Gutiérrez 24 Leonardo Gutiérrez 12 Leonardo Gutiérrez 5 | Reporte Pts Reb Asts | Estadísticas 41 Marcelo Machado 7 Amiel Vega 4 Eduardo Magalhaes | Pabellón: Estadio Luis Conde |  |  |
| serie 1 - 0                  |                                                                               |                      |                                                                  |                              |  |  |
|                              |                                                                               |                      |                                                                  |                              |  |  |

| 8 de abril, 19:00 (UTC–3:00) | Flamengo                                                        | 83–58                | Boca Juniors                                                | Río de Janeiro          |  |  |
|                              | Parciales: 19–20, 27–14, 24–15, 13–9                            |                      |                                                             |                         |  |  |
|                              | Estadísticas Helio da Costa 18 Amiel Vega 7 Fredrerico Santos 4 | Reporte Pts Reb Asts | Estadísticas 12 Gabriel Fernández 6 Devon Ford 3 Devon Ford | Pabellón: Maracanazinho |  |  |
| serie 1 - 1                  |                                                                 |                      |                                                             |                         |  |  |
|                              |                                                                 |                      |                                                             |                         |  |  |

| 9 de abril, 19:00 (UTC–3:00) | Flamengo                                                             | 72–66                | Boca Juniors                                                            | Río de Janeiro          |  |  |
|                              | Parciales: 24–13, 9–22, 24–15, 15–16                                 |                      |                                                                         |                         |  |  |
|                              | Estadísticas Marcelo Machado 27 Marcelo Machado 10 Marcelo Machado 5 | Reporte Pts Reb Asts | Estadísticas 23 Leonardo Gutiérrez 8 Leonardo Gutiérrez 4 Luis Cequeira | Pabellón: Maracanazinho |  |  |
| serie 2 - 1                  |                                                                      |                      |                                                                         |                         |  |  |
|                              |                                                                      |                      |                                                                         |                         |  |  |

Regatas Corrientes - UniCEUB BRB
| 3 de abril, 21:00 (UTC–4:00) | UniCEUB BRB                                                     | 83–84                | Regatas Corrientes                                                 | Brasilia                |  |  |
|                              | Parciales: 25–25, 12–20, 20–20, 26–19                           |                      |                                                                    |                         |  |  |
|                              | Estadísticas André Fonseca 20 Marcio Santos 7 Valter da Silva 7 | Reporte Pts Reb Asts | Estadísticas 26 Javier Martínez 10 Roberto López 5 Javier Martínez | Pabellón: Ginásio ASCEB |  |  |
| serie 0 - 1                  |                                                                 |                      |                                                                    |                         |  |  |
|                              |                                                                 |                      |                                                                    |                         |  |  |

| 8 de abril, 19:00 (UTC–3:00) | Regatas Corrientes                                                    | 73–57                | UniCEUB BRB                                                        | Corrientes                          |  |  |
|                              | Parciales: 23–20, 18–16, 19–13, 13–8                                  |                      |                                                                    |                                     |  |  |
|                              | Estadísticas Robinson Clarence 20 Ramzee Stanton 14 Javier Martínez 6 | Reporte Pts Reb Asts | Estadísticas 15 Arthur Belchor 8 José Ferreira Jr. 2 André Fonseca | Pabellón: Estadio José Jorge Contte |  |  |
| serie 2 - 0                  |                                                                       |                      |                                                                    |                                     |  |  |
|                              |                                                                       |                      |                                                                    |                                     |  |  |

### Final
Regatas Corrientes - Flamengo
| 16 de abril, 23:00 | Regatas Corrientes                                                    | 95–72                | Flamengo                                                        | Corrientes                          |  |  |
|                    | Parciales: 31–18, 23–18, 19–24, 22–12                                 |                      |                                                                 |                                     |  |  |
|                    | Estadísticas Juan Manuel Rivero 20 Roberto López 11 Javier Martínez 4 | Reporte Pts Reb Asts | Estadísticas 19 Amiel Vega 9 Fernando Coloneze 5 Fernando Alvim | Pabellón: Estadio José Jorge Contte |  |  |
| serie 1 - 0        |                                                                       |                      |                                                                 |                                     |  |  |
|                    |                                                                       |                      |                                                                 |                                     |  |  |

| 17 de abril, 21:00 | Regatas Corrientes                                                            | 63–56                | Flamengo                                                               | Corrientes                          |  |  |
|                    | Parciales: 11–16, 11–14, 25–13, 16–13                                         |                      |                                                                        |                                     |  |  |
|                    | Estadísticas Ramzee Stanton 19 Ramzee Stanton 8 J. Martínez y A. Montecchia 4 | Reporte Pts Reb Asts | Estadísticas 15 Fernando Coloneze 9 Fernando Coloneze 3 Helio da Costa | Pabellón: Estadio José Jorge Contte |  |  |
| serie 2 - 0        |                                                                               |                      |                                                                        |                                     |  |  |
|                    |                                                                               |                      |                                                                        |                                     |  |  |

| 22 de abril, 19:00 | Flamengo                                                           | 98–79                | Regatas Corrientes                                                   | Río de Janeiro          |  |  |
|                    | Parciales: 33–18, 25–19, 17–19, 23–23                              |                      |                                                                      |                         |  |  |
|                    | Estadísticas Marcelo Machado 44 Wagner Mattos 19 Marcelo Machado 6 | Reporte Pts Reb Asts | Estadísticas 17 Ramzee Stanton 7 Robert López 7 Alejandro Montecchia | Pabellón: Maracanazinho |  |  |
| serie 1 - 2        |                                                                    |                      |                                                                      |                         |  |  |
|                    |                                                                    |                      |                                                                      |                         |  |  |

| 23 de abril, 19:00 | Flamengo                                                           | 86–79                | Regatas Corrientes                                                   | Río de Janeiro          |  |  |
|                    | Parciales: 25–22, 21–13, 20–18, 20–26                              |                      |                                                                      |                         |  |  |
|                    | Estadísticas Eduardo Machado 28 Wagner Mattos 11 Eduardo Machado 6 | Reporte Pts Reb Asts | Estadísticas 21 Clarence Robinson 11 Roberto López 6 Javier Martínez | Pabellón: Maracanazinho |  |  |
| serie 2 - 2        |                                                                    |                      |                                                                      |                         |  |  |
|                    |                                                                    |                      |                                                                      |                         |  |  |

| 30 de abril, 19:00 | Regatas Corrientes                                                            | 73–65                | Flamengo                                                         | Corrientes                                                                                   |  |  |
|                    | Parciales: 24–18, 19–14, 12–12, 18–21                                         |                      |                                                                  |                                                                                              |  |  |
|                    | Estadísticas A. Montecchia y R. Stanton 14 Roberto López 10 Javier Martínez 5 | Reporte Pts Reb Asts | Estadísticas 35 Marcelo Machado 11 Alirio Álvez 5 Helio Da Costa | Pabellón: Estadio José Jorge Contte Árbitros: Héctor Uslenghi Daniel Delgado Roberto Riveros |  |  |
| serie 3 - 2        |                                                                               |                      |                                                                  |                                                                                              |  |  |
|                    |                                                                               |                      |                                                                  |                                                                                              |  |  |

Regatas Corrientes

Campeón

Primer título

## Plantel campeón
| No | Jugador                 |
| -- | ----------------------- |
| 1  | Clarence Robinson       |
| 4  | Javier Martínez         |
| 5  | Néstor Serantes         |
| 6  | Alejandro Montecchia    |
| 7  | Milton Temute           |
| 8  | Sergio Zacarías         |
| 9  | Agustín Carabajal       |
| 11 | Ramzee Stanton          |
| 13 | Diego Cavaco            |
| 15 | Damián Tintorelli       |
| 21 | Alan Zuconi             |
| 23 | Juan Manuel Rivero      |
| 31 | Roberto Sebastián López |

Entrenador: Silvio Santander